# Primera División Uruguaya 1950
Il campionato era formato da dieci squadre e il Nacional vinse il titolo.

## Classifica finale
| Pos. | Squadra              | G  | V  | N | P  | GF | GS | Punti |
| ---- | -------------------- | -- | -- | - | -- | -- | -- | ----- |
| 1    | Nacional             | 18 | 14 | 2 | 2  | 52 | 18 | 30    |
| 2    | Peñarol              | 18 | 12 | 4 | 2  | 39 | 21 | 28    |
| 3    | Rampla Juniors       | 18 | 10 | 2 | 6  | 35 | 26 | 22    |
| 4    | Central              | 18 | 8  | 5 | 5  | 37 | 28 | 21    |
| 5    | Cerro                | 18 | 9  | 0 | 9  | 37 | 38 | 18    |
| 6    | Danubio              | 18 | 5  | 5 | 8  | 25 | 33 | 15    |
| 7    | Liverpool            | 18 | 6  | 3 | 9  | 28 | 41 | 15    |
| 8    | River Plate          | 18 | 4  | 5 | 9  | 24 | 36 | 13    |
| 9    | Montevideo Wanderers | 18 | 2  | 5 | 11 | 25 | 40 | 9     |
| 10   | Bella Vista          | 18 | 3  | 3 | 12 | 20 | 41 | 9     |

G = Partite giocate; V = Vittorie; N = Nulle/Pareggi; P = Perse; GF = Goal fatti; GS = Goal subiti; 

## Classifica marcatori
| Gol |  |  | Giocatore    | Squadra  |
| --- |  |  | ------------ | -------- |
| 14  |  |  | Juan Orlandi | Nacional |